# Willesden Green (stacja metra)
Willesden Green – naziemna stacja metra w Londynie, położona w dzielnicy Brent.
Została otwarta w 1879 jako część Metropolitan Line, której pociągi zatrzymywały się na niej do 1940 (obecnie przejeżdżają bez zatrzymania). W latach 1939–1979 leżała na trasie Bakerloo Line, a następnie została włączona do Jubilee Line. Stacja pełni rolę północnego krańca dla wielu pociągów tej linii, zwłaszcza w godzinach szczytu. Rocznie korzysta z niej ok. 8,5 mln pasażerów. Leży na granicy drugiej i trzeciej strefy biletowej.